# 안동군 갑
안동군 갑은 대한민국의 옛 국회의원 선거구이다. 당시 경상북도 안동군의 일부 지역을 관할했다.

## 역사
제헌 국회의원 선거를 앞두고 안동군의 일부 지역을 관할하는 선거구로 신설되었다.
1963년 1월, 안동군 안동읍이 안동시로 승격되었다. 또한 제6대 국회의원 국회의원 선거를 앞두고 선거구 개편이 일어나면서 안동시와 안동군이 하나의 선거구를 이루게 됨에 따라 폐지되었다.

## 역대 국회의원
| 선거   | 정당 | 정당               | 의원   |
| ------ | ---- | ------------------ | ------ |
| 1948년 |      | 대한독립촉성국민회 | 김익기 |
| 1950년 |      | 민주국민당         | 김시현 |
| 1954년 |      | 대한독립촉성국민회 | 권오종 |
| 1958년 |      | 민주당             | 권오종 |
| 1960년 |      | 무소속             | 김시현 |

## 역대 선거 결과

### 대한민국 제헌 국회의원 선거
|  | 36.38% |

|  | 27.02% |

|  | 14.03% |

|  | 9.33% |

|  | 7.07% |

|  | 6.15% |

### 대한민국 제2대 국회의원 선거
|  | 23.67% |

|  | 20.97% |

|  | 13.74% |

|  | 13.35% |

|  | 12.71% |

|  | 4.08% |

|  | 3.92% |

|  | 3.73% |

|  | 2.64% |

|  | 1.14% |

### 대한민국 제3대 국회의원 선거
|  | 29.47% |

|  | 28.62% |

|  | 14.95% |

|  | 10.81% |

|  | 9.28% |

|  | 6.84% |

|  | 0% |

### 대한민국 제4대 국회의원 선거
|  | 39.98% |

|  | 25.00% |

|  | 15.94% |

|  | 11.23% |

|  | 5.29% |

|  | 2.53% |

### 대한민국 제5대 국회의원 선거
|  | 16.18% |

|  | 15.74% |

|  | 14.72% |

|  | 14.43% |

|  | 11.22% |

|  | 8.12% |

|  | 6.33% |

|  | 4.55% |

|  | 3.22% |

|  | 2.73% |

|  | 2.71% |